# Bregovo
Bregovo (bulgariska: Брегово) är en ort i Bulgarien.   Den ligger i kommunen Obsjtina Bregovo i regionen Vidin, i den nordvästra delen av landet, 170 km norr om huvudstaden Sofia. Bregovo ligger 54 meter över havet och antalet invånare är 2 892.
Terrängen runt Bregovo är platt åt nordost, men åt sydväst är den kuperad. Runt Bregovo är det ganska glesbefolkat, med 38 invånare per kvadratkilometer.. Bregovo är det största samhället i trakten.
Trakten runt Bregovo består till största delen av jordbruksmark.